# Портрет убийцы
«Портрет убийцы», другое название «Эскиз» или «Изображение» (англ. The Rendering) — канадский художественный фильм в жанре драматического триллера, поставленный режиссёром Питером Сватеком.
Премьера состоялась в Канаде 15 января 2002 года.

## Сюжет
Сара Рейнольдс наделена талантом, она художница. Свой талант она применяет, чтобы забыться работой после нападения сумасшедшего, в результате которого она осталась жива. А также для того, чтобы перенести его портрет на бумагу, чтобы помочь полиции и другим жертвам.
Несколько лет спустя Сара встречает мужчину, в которого влюбляется, и выходит за него замуж, стараясь забыть о прошлом. После того, как в городе случаются нападения на женщин, она предлагает помощь полиции и рисует фоторобот, портрет человека, подозреваемого в этих преступлениях. Чем чётче Сара вырисовывает контуры, тем отчётливей ей становится ясно, что этот человек — её любящий муж Майкл.
Как бы ни старалась Сара защитить его, одна из жертв делает заявление, что преступник именно он, и никто другой. Майкл попадает в тюрьму.
Когда объявляется Теодор Грей, тот самый, что напал на Сару, она собирается выступить против него в суде. В ответ он сообщает, что контроль над жизнью её мужа находится у него в руках, поэтому Саре не стоит делать резких заявлений. У Сары только один ход, чтобы спасти Майкла — оставить убийцу на свободе и собрать как можно больше доказательств его вины…

## В ролях
- Шеннен Доэрти — Сара Рейнольдс
- Питер Аутербридж — Теодор Грей
- Стивен Янг — доктор Ник Соуса
- Джон Х. Бреннан — Майкл Рейнольдс